# Mathías Villasanti
Mathías Adalberto Villasanti Rolón (Caacupé, 24 de enero de 1997) es un futbolista paraguayo que juega en el puesto de mediocampista y su equipo actual es el Grêmio del Campeonato Brasileño de Serie A. Es internacional absoluto con la selección de fútbol de Paraguay.

## Trayectoria

### Primeros años
Comenzó su carrera futbolística en el club paraguayo Cerro Porteño. Hizo todas las divisiones inferiores empezando en "cicloncitos", (la escuela de fútbol de Cerro Porteño) siendo capitán y con varios títulos en ese entonces.

### Cerro Porteño
El 5 de mayo de 2016, debutó en la Primera División de Paraguay, entrando en el primer equipo en un partido de local con el Club Libertad. El 22 de octubre del mismo año, Villasanti marcó su primer gol, igualando el marcador en el partido de visitante ante el equipo General Díaz.
Mathías hizo 36 apariciones en la liga, incluidas 31 partidos en la liga paraguaya en la temporada 2019, en la misma temporada también participó en la Copa Libertadores en diez ocasiones. 

“La Copa [Libertadores] me enseñó grandes lecciones y me convirtió en un mejor jugador. El partido contra Mineiro, en verdad, fue una de las cosas más bonitas del torneo porque con el empuje de nuestra afición sumamos goles en un abrir y cerrar de ojos"
—Villasanti, en 2019.

### Temperley
En agosto de 2017, el jugador paraguayo fue cedido cedido al club argentino Temperley. El 19 de septiembre de 2017, marcó su primer gol en el equipo argentino, igualado en el partido de local con el club Rosario Central.

### Grêmio
En agosto de 2021, fue transferido al Grêmio de Brasil por un total de 3.3 millones de dólares, adquiriendo el 80 % de los derechos del jugador.

## Características del jugador
Mathías Villasanti se desempeña principalmente como mediocampista defensivo, aunque también ha jugado en posiciones ofensivas dentro del mediocampo. Es diestro y su estilo de juego ha sido destacado por diferentes medios especializados. Según el sitio deportivo Versus, Villasanti es un futbolista «dinámico y versátil».
El 20 de junio de 2023, el periodista especializado en análisis táctico Víctor Martín J., del diario As, lo describió como un jugador con «un estilo de juego muy técnico y de gran virtuosidad» y con «una destacada capacidad para imprimir ritmo a la ofensiva en tres cuartos de cancha», calificándolo como «el cerebro de la albirroja».
En 2023, Villasanti fue galardonado con la Bola de Prata como mejor mediocampista del fútbol brasileño y con otros premios. En ese año, fue elegido  también Futbolista Paraguayo del Año por ABC Color y el periódico mexicano Vanguardia señaló que «Grêmio cuenta con el jugador más talentoso en la posición de volante» y lo describió como un «mediocampista todoterreno».
Tras completarse las primeras cuatro fechas de las Eliminatorias Sudamericanas 2026, Mathías Villasanti fue destacado como el jugador «mejor valorado» de la selección paraguaya por la plataforma especializada Sofascore, con una puntuación promedio de 7.5. Según este portal, Villasanti alcanzó un 88 % de precisión en pases, 86 % en pases largos, 80 % en regates exitosos, 64 % en duelos ganados, además de registrar 20 recuperaciones y 17 desarmes. Villasanti fue incluido en el equipo ideal de la Fecha 1 de las Eliminatorias Sudamericanas por la Conmebol.

## Selección nacional
Debutó con la selección de fútbol de Paraguay el 10 de octubre de 2019 en un amistoso contra Serbia; el partido terminó 1-0 a favor de los serbios.

### Participaciones en Copas Américas
| Copa              | Sede           | Resultado        | Partidos | Goles |
| ----------------- | -------------- | ---------------- | -------- | ----- |
| Copa América 2021 | Brasil         | Cuartos de final | 4        | 0     |
| Copa América 2024 | Estados Unidos | Fase de grupos   | 2        | 0     |

## Clubes
| Club                        | País      | Año       |
| --------------------------- | --------- | --------- |
| Cerro Porteño               | Paraguay  | 2016-2021 |
| Temperley (préstamo)        | Argentina | 2017-2018 |
| Sportivo Luqueño (préstamo) | Paraguay  | 2018-2019 |
| Grêmio                      | Brasil    | 2021-act. |

## Palmarés

### Títulos regionales
| Título            | Club   | Estado             | Año  |
| ----------------- | ------ | ------------------ | ---- |
| Campeonato Gaúcho | Grêmio | Río Grande del Sur | 2022 |
| Recopa Gaúcha     | Grêmio | Río Grande del Sur | 2023 |
| Campeonato Gaúcho | Grêmio | Río Grande del Sur | 2023 |
| Campeonato Gaúcho | Grêmio | Río Grande del Sur | 2024 |

### Títulos nacionales
| Título           | Club          | País     | Año    |
| ---------------- | ------------- | -------- | ------ |
| Primera División | Cerro Porteño | Paraguay | 2020-A |

### Distinciones individuales
| Distinción                                                                       | Año  |
| -------------------------------------------------------------------------------- | ---- |
| Jugador de la gente, según APF                                                   | 2020 |
| Equipo Ideal de la Fecha 1 de las Eliminatorias Sudamericanas 2026, por Conmebol | 2023 |
| Bola de Prata                                                                    | 2023 |
| Futbolista Paraguayo del Año                                                     | 2023 |
| Equipo Ideal de la Copa de Brasil                                                | 2023 |
| Troféu Mesa Redonda                                                              | 2023 |

## Vida personal
Durante 10 años, dependió del dinero que su madre le enviaba desde Malabo (Guinea Ecuatorial), quien trabajaba en una farmacia de allí. Una vez que se convirtió en un futbolista bien pagado, trajo a su madre de regreso a Paraguay.